# Football en Allemagne
Le football (en allemand : Fussball) est le sport collectif le plus populaire en Allemagne, plus de 24 000 clubs comptent plus de 7,4 millions de membres. La fédération allemande de football (en allemand : Deutscher Fußball-Bund ; acronyme : DFB) gère le football en Allemagne et organise les compétitions nationales et les matchs internationaux de la sélection d'Allemagne dans toutes les catégories. Au sommet de la structure pyramidale se trouve la Bundesliga, suivi de la 2.Bundesliga et de la 3.Liga, sous ces divisions professionnelles se trouvent les niveaux amateurs dont la plus haute est la Regionalliga.

Dans les années 70, le football allemand était dominant en Europe avec des équipes comme le Bayern Munich et Borussia Mönchengladbach et des joueurs de légende comme Franz Beckenbauer, Gerd Müller où Günter Netzer.
L'Allemagne est également réputée pour ses stades modernes et enregistre les meilleurs affluences en Europe.

## Histoire

### Les débuts
Le football arrive en Allemagne en 1873, dix ans après la fondation de la Fédération anglaise de football, mais ne trouve pas de suite un grand intérêt, les clubs sportifs préférant la gymnastique et les exercices collectifs plutôt qu'un sport avec des exploits individuels. Konrad Koch (de) un instituteur à Brunswick donne un jour un ballon qu'il a fait venir d'Angleterre à ses élèves pour voir leur comportement, à l'automne 1874 il organise le premier match de football en Allemagne. Il rédigera également les règles et fondera le premier club de football du pays. Le BFC Germania 1888 à Berlin est le plus vieux club de football encore en activité. Le 28 janvier 1900, est fondé la fédération allemande de football, à Leipzig. Le premier match officiel de l'équipe d'Allemagne se joue le 5 avril 1908 à Bâle contre la Suisse (défaite 5 à 3).

### Premiers championnats
Après la création de la fédération allemande de football, le premier championnat est organisé en 1903, il sera remporté par le VfB Leipzig. Le championnat se joue dans une phase finale où s'affrontent les champions régionaux. Dans les années 1920 le 1. FC Nuremberg remporte cinq titres nationaux. À partir de 1925, la phase finale regroupe 16 équipes. En 1933 le championnat change de formule avec un premier tour avec 4 groupes de 4 équipes, puis les vainqueurs de groupes sont qualifiés pour les demi-finales.
À partir de la saison 1938-1939 dix-huit clubs participent à la compétition nationale, à cause de l'Anschluss (annexion de l'Autriche par le IIIe Reich), deux clubs autrichiens prennent part au championnat allemand. En 1940 ce sont deux clubs alsaciens qui sont ajoutés au championnat, portant le nombre de participants à vingt équipes.
Après la deuxième Guerre mondiale, la phase finale est réduite à 8 équipes, les équipes de la zone soviétique ne participent plus au championnat, en 1948 est créé le Championnat de RDA de football.
Avec la création de la République fédérale d'Allemagne en 1949, le championnat change plusieurs fois de formules jusqu'à la création de la Bundesliga en 1963. Le 1. FC Cologne sera le premier champion de Bundesliga après la saison 1963-1964.

### Création de la Bundesliga
Avant 1963, le statut des clubs allemands est amateur et le championnat national consiste en une phase finale entre les différents champions régionaux. Le championnat professionnel à poule unique, la Bundesliga ( « Ligue fédérale » en français), est créé en 1963. La Bundesliga est dominée durant les années 1970 par deux clubs, le Borussia Mönchengladbach qui est sacré en 1970, 1971, 1975, 1976 et 1977, et par le Bayern Munich sacré quant à lui en 1969, 1972, 1973 et 1974.
Le Bayern Munich commence sa domination dans les années 1990 puis à partir de la saison 2012-2013 gagnera le championnat onze fois de suite, il détient le record du nombre de victoires, avec 33 titres, le club est surnommé Rekordmeister (le champion des records).
Depuis la création de la Bundesliga les clubs ayant 3 titres de champion ornent leur blason d'une étoile. Pour 5 titres ils peuvent mettre deux étoiles, trois étoiles pour 10 titres, quatre étoiles pour 20 titres , cinq étoiles pour 30 titres.

## Fédération allemande de football
La Fédération allemande de football (en allemand : Deutscher Fußball-Bund ; acronyme : DFB)  est fondée en 1900, à partir de 1903 elle organise le championnat national. En 1904, elle est affiliée à la Fédération internationale de football association (FIFA), après la deuxième Guerre mondiale en 1940, la fédération est dissoute, elle sera recréée en 1949 et un an plus tard de nouveau affiliée à la FIFA.
En 1954, elle incorpore l'UEFA. La DFB gère les équipes nationales, les championnats, les coupes nationales aux niveaux masculin, féminin, jeunes et amateurs.

## Palmarès équipes nationales

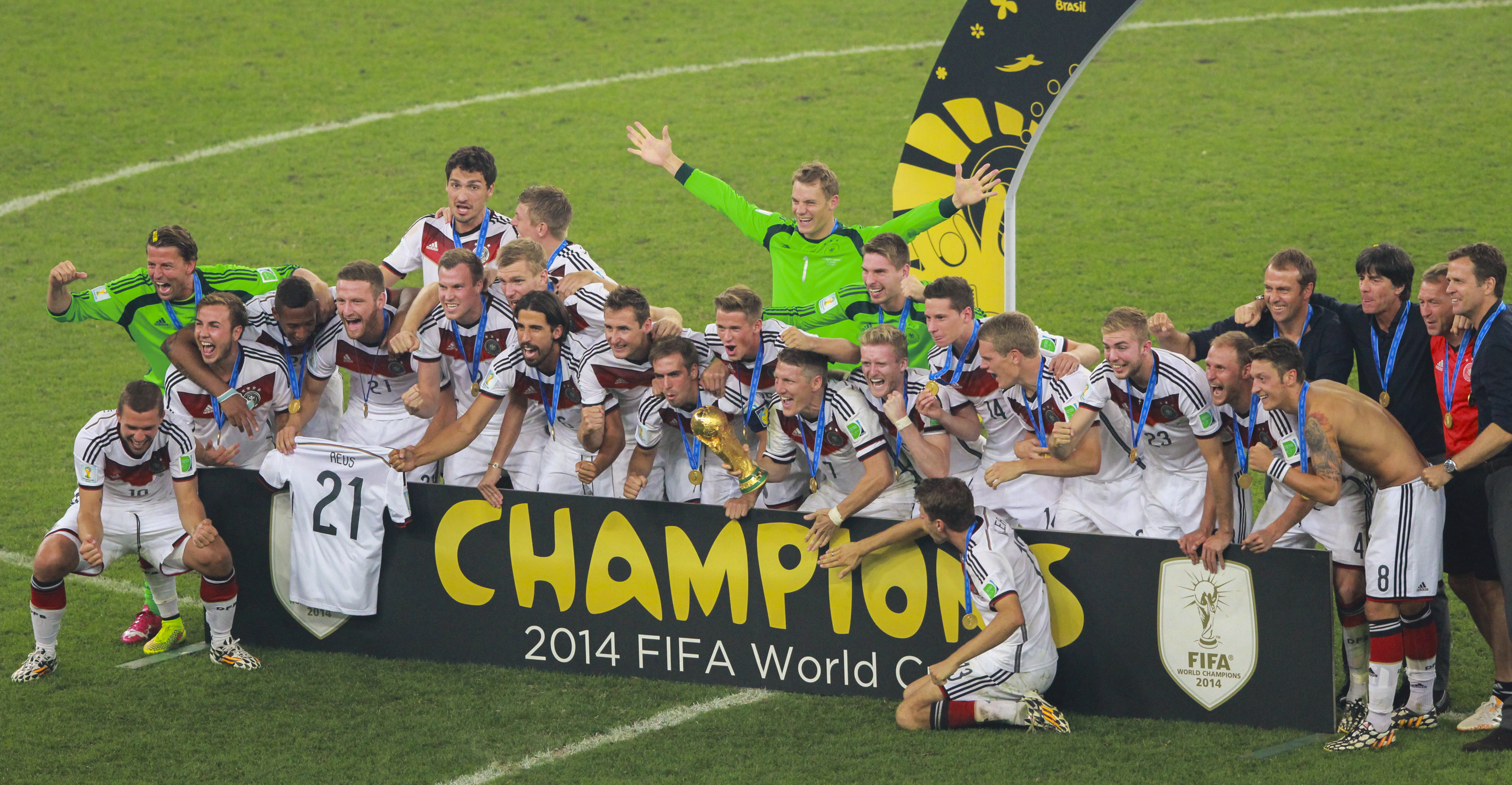
Victoire à la Coupe du monde 2014

L'Allemagne et l'Espagne sont les deux nations européennes à avoir remporté une Coupe du monde à la fois chez les femmes et chez les hommes. Au total l'équipe d'Allemagne de football, surnommée die Mannschaft, a remporté quatre Coupes du monde en 1954, 1974, 1990 et en 2014, elle détient également avec l'Espagne le nombre record de victoires en championnat d'Europe (1972, 1980, 1996).
L'Équipe d'Allemagne féminine de football a remporté deux Coupes du monde en 2003 et 2007 et un record de huit championnats d'Europe.

### Palmarès équipes masculines

#### En Coupes du monde
Longtemps la Mannschaft se retrouve dans le dernier carré des Coupes du monde, si bien que le footballeur anglais Gary Lineker après une élimination de son équipe en demi-finale du mondial 1990 déclare : « Le football est un jeu simple : 22 hommes courent après un ballon pendant 90 minutes et à la fin, ce sont les Allemands qui gagnent. », cette citation sera souvent reprise par la suite.
| Année | Hote                  | Résultats       | V | N | D | Buts  |
| ----- | --------------------- | --------------- | - | - | - | ----- |
| 1934  | Italie                | 3e              | 3 | 0 | 1 | 11:8  |
| 1938  | France                | 1/8e F          | 0 | 1 | 1 | 3:5   |
| 1954  | Suisse                | Champion        | 5 | 0 | 1 | 25:14 |
| 1958  | Suède                 | 4e              | 2 | 2 | 2 | 12:14 |
| 1962  | Chili                 | 1/4 F           | 2 | 1 | 1 | 4:2   |
| 1966  | Angleterre            | Vice-champion   | 4 | 1 | 1 | 15:6  |
| 1970  | Mexique               | 3e              | 4 | 1 | 1 | 17:10 |
| 1974  | Allemagne             | Champion        | 6 | 0 | 1 | 13:4  |
| 1978  | Argentine             | 2e Tour         | 1 | 4 | 1 | 10:5  |
| 1982  | Espagne               | Vice-champion   | 4 | 1 | 2 | 12:10 |
| 1986  | Mexique               | Vice-champion   | 4 | 1 | 2 | 8:7   |
| 1990  | Italie                | Champion        | 6 | 1 | 0 | 15:5  |
| 1994  | USA                   | 1/4 F           | 3 | 1 | 1 | 9:7   |
| 1998  | France                | 1/4 F           | 3 | 1 | 1 | 8:6   |
| 2002  | Japon et Corée du sud | Vice-champion   | 5 | 1 | 1 | 14:3  |
| 2006  | Allemagne             | 3e              | 6 | 0 | 1 | 14:6  |
| 2010  | Afrique du Sud        | 3e              | 5 | 0 | 2 | 16:5  |
| 2014  | Brésil                | Champion        | 6 | 1 | 0 | 18:4  |
| 2018  | Russie                | Phase de groupe | 1 | 0 | 2 | 2:4   |
| 2022  | Qatar                 | Phase de groupe | 1 | 1 | 1 | 6:5   |

##### Le miracle de Berne
La victoire en finale de la Coupe du monde de football 1954, connue sous le surnom de « Miracle de Berne » (en allemand : Das Wunder von Bern) où l'Allemagne de l'Ouest s'impose face à la Hongrie par trois buts à deux en déjouant tous les pronostics, a un fort retentissement en Allemagne. Elle incarne le renouveau politique, économique et identitaire de l'Allemagne de l'Ouest, toujours profondément meurtrie par la Seconde Guerre mondiale. Il s'agit de surcroît d'une victoire symbolique du Bloc occidental sur le Bloc de l'Est dans un contexte de Guerre froide.

##### Le but de Wembley
Le but de Wembley (en allemand Wembley Tor) est le nom donné à un but marqué par l'Angleterre contre l'Allemagne de l'Ouest pendant la prolongation de la finale de la Coupe du monde de football de 1966 dans le stade de Wembley à Londres. 
Il fut inscrit à la 101e minute par l'attaquant anglais Geoffrey Hurst. De par sa dramatique — un but en prolongation de finale de la coupe du monde contribuant à la victoire de l'Angleterre par deux buts d'écart — et par l'impossibilité, aujourd'hui encore, de démontrer ou d'infirmer que le ballon a franchi la ligne, il est considéré comme le but le plus contesté de l'histoire du football et un des « buts fantômes » les plus célèbres.

##### Le match du siècle

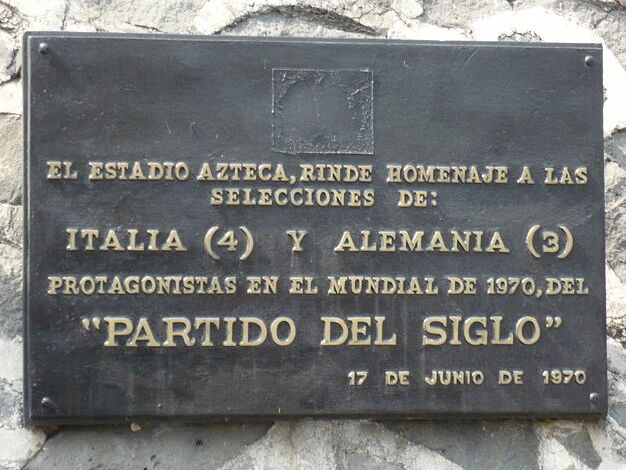
Plaque commémorative à Estadio Azteca

La demi-finale de la Coupe du monde de football 1970 entre l'équipe d'Italie contre celle de RFA est considéré par beaucoup comme le plus grand match de l'histoire de la Coupe du monde, ce qui lui vaut le surnom de « match du siècle ».
Mené 1 à 0 dès le début du match, la RFA a serré le jeu pour égaliser le reste de la partie, jusqu'au temps additionnel, au cours duquel Karl-Heinz Schnellinger marque. Durant la prolongation, Gerd Müller donne l'avantage à l'Allemagne à la 94e minute avant que l'Italie ne revienne à la marque par le défenseur Tarcisio Burgnich. À la 104e minute, Riva marque contre le gardien allemand Sepp Maier le troisième but italien (3-2), et Müller d'égaliser six minutes plus tard. La télévision est en train de retransmettre le ralenti du but allemand quand le milieu italien Gianni Rivera, prend à contre-pied le gardien allemand. Franz Beckenbauer a refusé de s'arrêter de jouer après avoir eu la clavicule cassée à la suite d'un choc avec un Italien et reste sur le terrain avec son bras en écharpe. L'image du défenseur allemand le bras contre la poitrine est restée célèbre comme symbole de son courage et de sa persévérance. Il porte néanmoins une part de responsabilité sur le dernier but italien. Une plaque sur l'Estadio Azteca à Mexico commémore cette rencontre.

##### La nuit de Séville
La demi-finale RFA - France du 8 juillet 1982, souvent surnommée la « nuit de Séville » (« Nacht von Sevilla » en allemand) ou « Séville 82 », est marquée par sa dramaturgie, considérée parmi les plus grands matchs de football de l'histoire. Alors que les deux équipes sont à égalité — un but partout — à l'issue du temps réglementaire, les Français se détachent 3-1 au début de la prolongation, avant de se faire rattraper au score (3-3) puis d'être éliminés par la Mannschaft à l'issue de la première séance de tirs au but de l’histoire de la Coupe du monde.
La partie est aussi marquée par la grave blessure du défenseur français Patrick Battiston, évacué inconscient du terrain à la suite d'un choc violent provoqué par le gardien de but allemand Harald Schumacher. Ce choc, vu par tous comme une agression, parfois désigné comme l'« attentat de Séville » n'est pas sanctionné par l'arbitre, ce qui fut considéré comme une injustice contribuant finalement à l'élimination de la France.

##### Le Mineiraço
La demi-finale Brésil – Allemagne (allemand : Fußball-WM-Halbfinale Brasilien – Deutschland 2014 ; portugais : Mineiraço) a lieu le 8 juillet 2014 à l'Estádio Mineirão de Belo Horizonte, au Brésil pays hôte de la Coupe du monde.
La rencontre se termine par la victoire écrasante de l'Allemagne et est considérée comme l'une des plus grandes humiliations de l'histoire du football brésilien. En première mi-temps, la Mannschaft mène déjà 5-0, dont quatre buts inscrits en six minutes, puis 7-0 par la suite durant la deuxième période. Le Brésil parvient malgré tout à inscrire un but dans les dernières minutes du match qui se conclut sur le score de 7 buts à 1.
Il s'agit de la plus large défaite de l'histoire de la Seleção, égalant le 6-0 subi face à l'Uruguay lors du championnat sud-américain de 1920. La défaite du Brésil est ainsi vécue comme une humiliation nationale, les médias lui donnant le surnom de Mineiraço (« le choc du Mineirão ») en référence au Maracanaço (« le choc du Maracanã »), nom donné à la défaite brésilienne à domicile face à l'Uruguay lors de la Coupe du monde de 1950. L'Allemagne remporte le titre pour la quatrième fois en venant à bout de l'Argentine en finale.

#### En championnats d'Europe des nations
L'équipe d'Allemagne de l'Ouest au Championnat d'Europe 1972 est considérée comme la meilleure équipe que le pays ait connu. Sept joueurs allemands se retrouveront dans l'équipe type de l'UEFA. Cette année-là, Franz Beckenbauer gagnera le Ballon d'or devant ses coéquipiers Gerd Müller et Günter Netzer exæquo au deuxième rang.
| Année | Hôte                 | Résultats       | V | N | D | Buts |
| ----- | -------------------- | --------------- | - | - | - | ---- |
| 1972  | Belgique             | Champion        | 2 | 0 | 0 | 5:1  |
| 1976  | Yougoslavie          | Vice-champion   | 1 | 0 | 1 | 6:4  |
| 1980  | Italie               | Champion        | 3 | 1 | 0 | 6:3  |
| 1984  | France               | Phase de groupe | 1 | 1 | 1 | 2:2  |
| 1988  | Allemagne            | Demi-finale     | 2 | 1 | 1 | 6:3  |
| 1992  | Suède                | Vice-champion   | 2 | 1 | 2 | 7:8  |
| 1996  | Angleterre           | Champion        | 5 | 1 | 0 | 10:3 |
| 2000  | Belgique et Pays-Bas | Phase de groupe | 0 | 1 | 2 | 1:5  |
| 2004  | Portugal             | Phase de groupe | 0 | 2 | 1 | 2:3  |
| 2008  | Autriche et Suisse   | Vice-champion   | 4 | 0 | 2 | 10:7 |
| 2012  | Pologne et Ukraine   | Demi-finale     | 4 | 0 | 1 | 10:6 |
| 2016  | France               | Demi-finale     | 4 | 1 | 1 | 13:8 |
| 2021  | Europe               | 1/8e F          | 1 | 1 | 2 | 6:7  |
| 2024  | Allemagne            | 1/4 F           | 3 | 1 | 1 | 11:4 |

### Palmarès équipes féminines
L'équipe d'Allemagne féminine est l'une des équipes les plus titrées de l'histoire du football féminin. Remportant à deux reprises la Coupe du monde, en 2003 et 2007. Elle a également remporté huit des 13 Championnats d'Europe, dont six consécutifs entre 1995 et 2013. Lors des 7 éditions où le football féminin fut présent aux Jeux olympiques, l'Allemagne a remporté la médaille d'or en 2016 ainsi que trois médailles de bronze (2000, 2004 et 2008).

## Compétitions de football

### Bundesliga
La première division de football du pays est la Bundesliga, qui regroupe 18 équipes. Le Bayern Munich a remporté un record de 33 championnats depuis la création de la ligue en 1963. Le Hamburger SV était la seule équipe à avoir disputé chaque saison de Bundesliga jusqu'à la saison 2017-2018, date à laquelle elle a été reléguée pour la première fois de l'histoire du club, ce qui a valu au club le surnom de dinosaure. La ligue de deuxième niveau est connue sous le nom de 2. Bundesliga. La 3.Liga, troisième division, est gérée directement par la DFB au lieu de la Ligue allemande de football (Deutsche Fußball Liga ou DFL ) affiliée à la DFB, qui gère les deux plus hautes divisions.

### Coupe d'Allemagne
La Coupe d'Allemagne (en allemand : « DFB-Pokal ») est un tournoi national de football organisé chaque année depuis 1952. Il s'agit du deuxième titre national le plus important du football allemand après le championnat de Bundesliga.
Le Tschammer-Pokal était le prédécesseur de la compétition de la coupe actuelle. Il a été introduit en 1934-1935 et joué jusqu'en 1944.
Les 18 équipes de Bundesliga et de 2. Bundesliga ainsi que les 4 premiers de la 3.Liga sont rejoints par les vainqueurs des Coupes régionales. Lors des deux premiers tours, les équipes des divisions inférieures jouent à domicile. Depuis 1985, la finale a lieu chaque année au stade olympique de Berlin. Le Bayern Munich a remporté la coupe 20 fois, un record.
Pour les moins de 19 ans, il existe depuis 1987 la Coupe d'Allemagne des juniors (DFB-Pokal der Junioren).
La Coupe d'Allemagne féminine (DFB-Pokal Frauen) existe depuis 1980. Le VfL Wolfsburg avec 10 titres en 2023, détient le record de victoires dont 9 victoires d'affilée de 2015 à 2023.

### Supercoupe d'Allemagne
La Supercoupe d'Allemagne de football (ou DFL-Supercup) est une compétition de football qui oppose, périodiquement de 1972 à 1982 puis chaque année de 1987 à 1996 et de nouveau à partir de 2010, le vainqueur du championnat d'Allemagne de football au vainqueur de la Coupe d'Allemagne.
En 1997, cette compétition est remplacée par la Coupe de la Ligue.

### Compétitions européennes
La Coupe d'Europe des vainqueurs de coupe 1965-1966 voit le sacre du Borussia Dortmund qui bat Liverpool en finale. C'est le premier trophée européen gagné par un club allemand. À partir de là, commence une période de domination du football allemand en Europe. Le Bayern Munich gagnera la prochaine édition avant d'enchaîner de 1974 à 1976 trois titres de Coupe des clubs champions. En 1980, quatre clubs allemands se trouvent en demi-finale de la Coupe UEFA.
Quand commence la domination italienne sur le football européen dans les années 1990, les clubs allemands gagneront encore quelques titres çà et là, dont une finale 100% allemande en Ligue des champions 2012-2013.
Le 1. FC Magdeburg est le seul club d'Allemagne de l'Est à remporter un trophée européen.
Palmarès des clubs allemands en Coupes européennes, mis à jour : fin de saison 2022-2023
| Club                     | Ligue des Champions | Coupe des vainqueurs de coupe | Coupe UEFA | Supercoupe | Coupe du monde des clubs |
| ------------------------ | ------------------- | ----------------------------- | ---------- | ---------- | ------------------------ |
| FC Bayern München        | 6                   | 1                             | 1          | 2          | 4                        |
| Borussia Dortmund        | 1                   | 1                             | 0          | 0          | 1                        |
| Hamburger SV             | 1                   | 1                             | 0          | 0          | 0                        |
| 1. FC Magdeburg          | 0                   | 1                             | 0          | 0          | 0                        |
| Werder Bremen            | 0                   | 1                             | 0          | 0          | 0                        |
| Borussia Mönchengladbach | 0                   | 0                             | 2          | 0          | 0                        |
| Eintracht Frankfurt      | 0                   | 0                             | 2          | 0          | 0                        |
| Bayer 04 Leverkusen      | 0                   | 0                             | 1          | 0          | 0                        |
| FC Schalke 04            | 0                   | 0                             | 1          | 0          | 0                        |

Chez les femmes la domination sur le football européen est encore plus écrasante, sur les 22 finales de Ligue des champions féminine de l'UEFA jusqu'en 2023, seize fois un club allemand se retrouve en finale, quatre clubs remportent au moins une fois le trophée, FCR Duisbourg, FFC Turbine Potsdam, VfL Wolfsburg et FFC Francfort.

## Médias

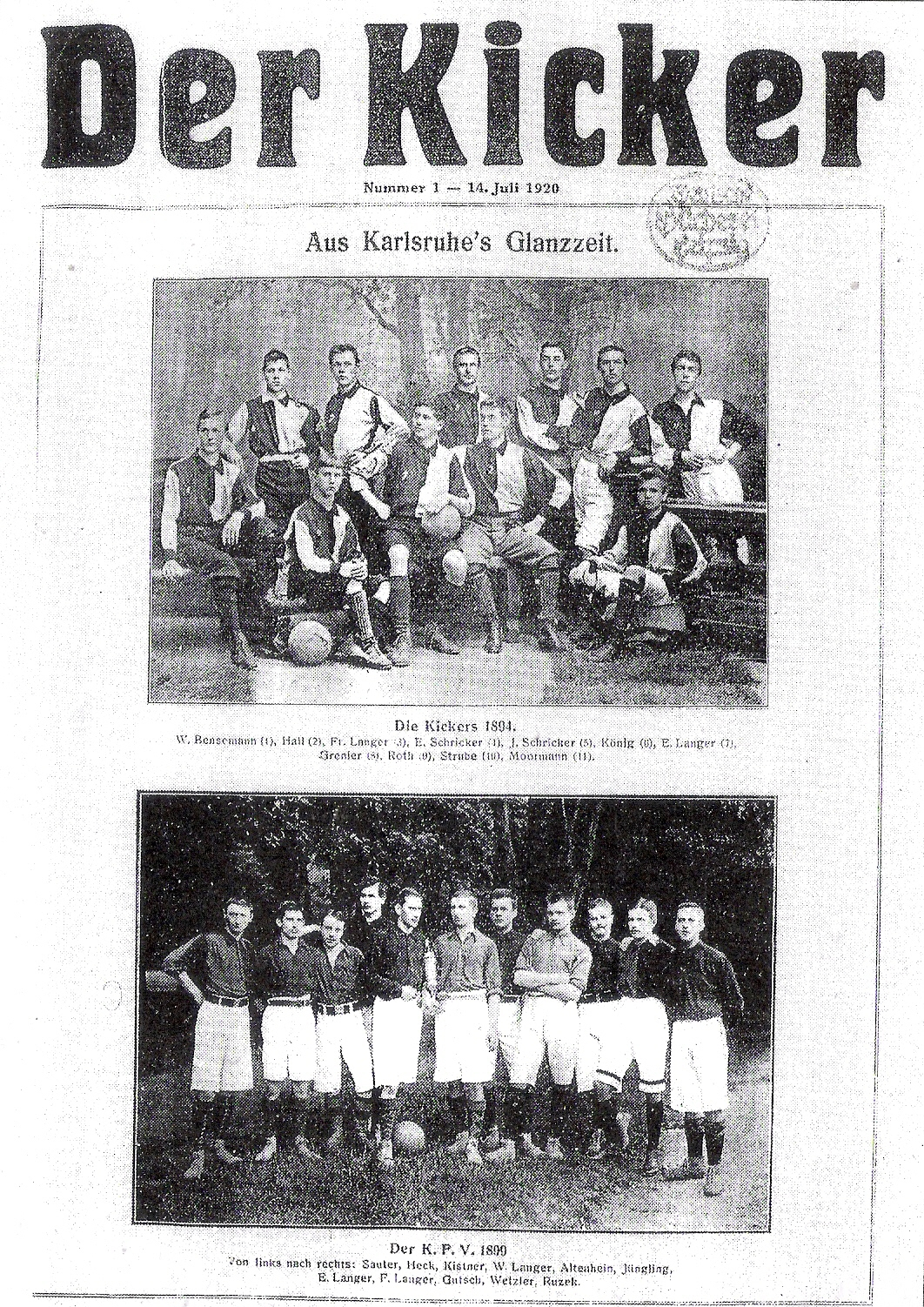
Premier numéro du Kicker le 14 juillet 1920

Le premier match de football en direct à la télévision date du 26 décembre 1952, un match de Coupe d'Allemagne entre le FC St. Pauli et le Hamborn 07. Le premier match de championnat sera diffusé le 26 octobre 1957 et le premier match féminin, entre l'équipe nationale et l'Italie, le 28 juin 1989.
Dès la création de la Bundesliga en 1963, les samedis après midi, les matchs sont commentés à la radio, puis vingt minutes avant le coup de sifflet final, une conférence en direct permet de suivre la fin de tous les matchs de la journée. Jusqu'à 12 millions d'auditeurs suivent ces programmes.
Depuis 1961, la première chaine de télévision allemande (ARD) diffuse le dimanche soir l'émission Sportschau (de) qui montre des extraits des matchs du week-end, puis également depuis avril 1965, les résumés des matchs du samedi, 30 minutes après la fin des matchs. En 1963, la deuxième chaîne (ZDF) lance l'émission Das aktuelle Sportstudio (de) qui en soirée à cotés des extraits de match invite également des joueurs et des personnalités du sport.
Le premier match de Bundesliga en direct sera diffusé le 28 juin 1972, c'est la dernière journée du championnat d'Allemagne 1971-1972, le Bayern Munich compte un point d'avance sur le deuxième, le FC Schalke 04 et, hasard du calendrier, les deux équipes se rencontrent pour le titre, une véritable finale du championnat, le Bayern obtient une dérogation pour jouer au stade Olympique, les Bavarois qui jouaient toute la saison au Grünwalder Stadion fêteront leur troisième titre de champion après une victoire 5 à 1 devant 80 000 spectateurs au stade olympique et des millions de téléspectateurs.
Le journal sportif le plus important en Allemagne est le Kicker, le football y a une large place. Le premier numéro du hebdomadaire paraît le 14 juillet 1920, à partir d'octobre 1962 le magazine sort le lundi et le jeudi. Le magazine est également connu pour ses nombreuses éditions spéciales, au début de chaque saisons et pour les grands évènements (Coupe du monde, Ligue des champions). Depuis 1997, le magazine existe sur internet, en 2020 il attire plus de deux milliards de vues par mois.
L'hebdomadaire concurrent est le Sport Bild (de) qui existe depuis février 1988, le nombre de lecteurs a chuté de 552 158 à ses débuts à 157 868 en février 2023, soit une perte de 71%.

## Autres

### Football en salle
Le football en salle (en allemand : Hallenfussball) se développe à partir des années 1950, joué sur terrain synthétique et avec des bandes il est ensuite adopté par les clubs de première et deuxième division pour s'entraîner lors de la longue trêve hivernale. De 1987 à 2001, la fédération organise la Coupe d'Allemagne de football en salle (en all. DFB-Hallen-Pokal). Ce sport est très populaire au début et médiatisé, avec le raccourcissement de la trêve hivernale il perdra de l'intérêt. De nos jours ce sont les anciens joueurs professionnels qui se retrouvent lors des tournois.

### Futsal
Le futsal n'était pas très populaire en Allemagne où l'on préférait une variante venu d'Amérique du Nord, l'indoor soccer. En 2006, se dispute le premier championnat sous le format coupe sous l'égide de la DFB. À partir de la saison 2021-2022, afin de promouvoir ce sport et de s'aligner sur la concurrence internationale, la fédération créée un championnat avec une poule unique, la Futsal-Bundesliga avec dix équipes. Les équipes jouent en mode championnat puis les huit premiers disputent un play-off pour déterminer le champion d'Allemagne. L'avant dernier du classement dispute avec les cinq champions régionaux un mini-championnat en deux groupes de trois dont les vainqueurs seront promus en première division.

### Football de plage
Le football de plage (en allemand : Strandfußball), mais le terme beachsoccer est plus employé, sera structuré à partir de 2001 avec la création d'une fédération, Deutscher Beach Soccer Verband (de) (DBSV). En 2013, la DFB créée sa propre section de football de plage et gère l'équipe nationale qui participe aux tournois de la FIFA. La DBSV aurait souhaité une collaboration avec la DFB mais voulait garder son indépendance, de ce fait les deux fédérations se côtoient et il existait pendant un temps deux championnats en Allemagne.

## Culture du football

### Les légendes du football allemand

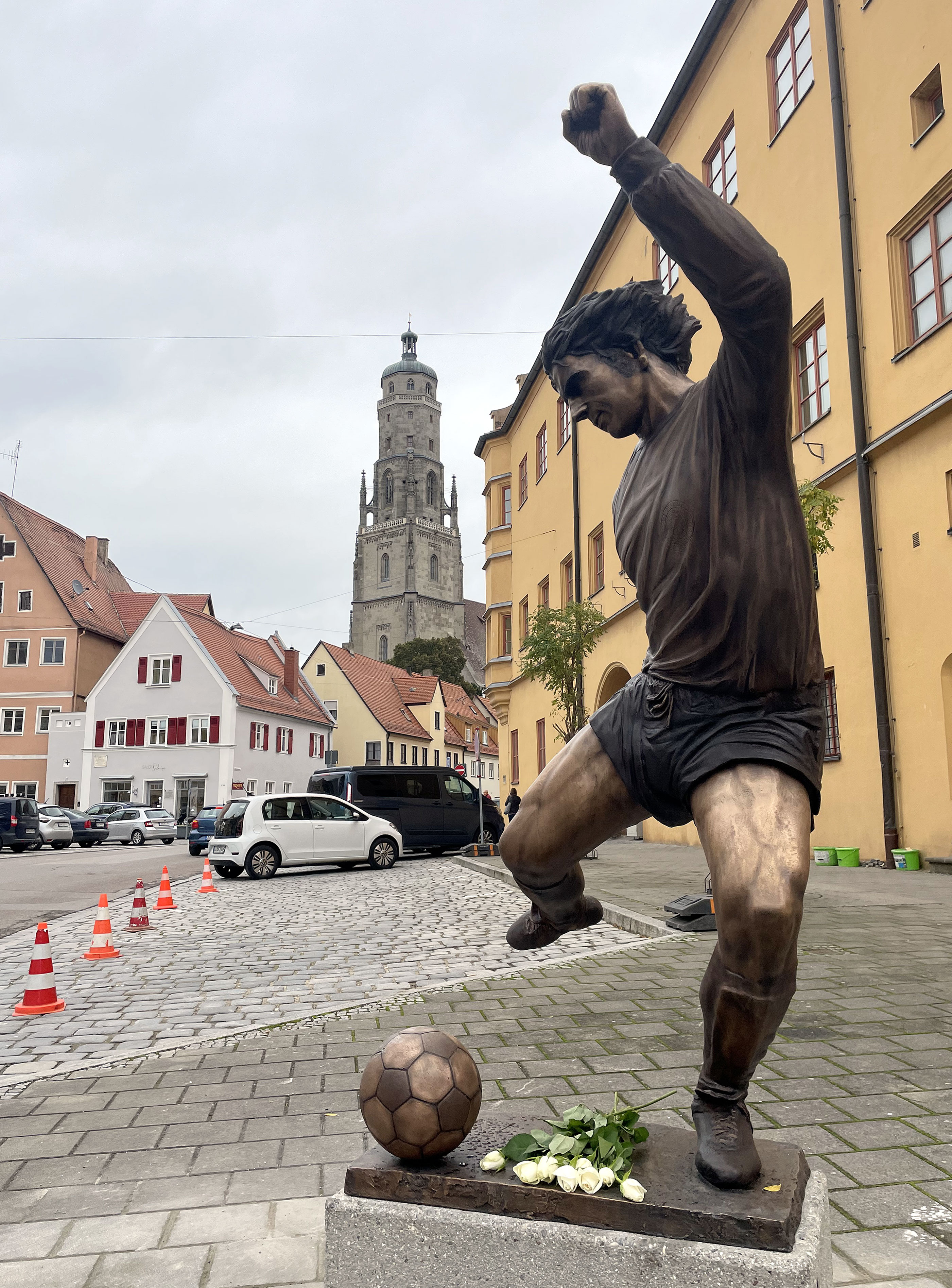
Statue de Gerd Müller à Nördlingen

Parmi les footballeurs allemands de renom, certains font figure de légende, comme Franz Beckenbauer, Gerd Müller où Uwe Seeler entre autres.
- Uwe Seeler : Avec le Brésilien Pelé, son compatriote allemand Miroslav Klose, le Portugais Cristiano Ronaldo et l'Argentin Lionel Messi, il fait partie des cinq seuls joueurs à avoir marqué dans quatre Coupes du monde différentes[28]. Lors de la première édition de la Bundesliga il termine meilleur buteur et comme capitaine de l'équipe d'Allemagne il deviendra l'idole de toute une nation, son surnom sera Uns Uwe (notre Uwe). Il reste également fidèle toute sa carrière à son club, le Hambourg SV.
- Gerd Müller : le buteur du Bayern Munich et de l'équipe d'Allemagne est surnommé le bombardier de la nation (Bomber der Nation)[29] une statue se situe devant l'Allianz Arena de Munich[30] et une autre dans sa ville natale[31].
- Franz Beckenbauer : Au poste de libéro, il signe sa domination au plus haut niveau international en remportant en tant que capitaine de l'équipe d'Allemagne de l'Ouest le Championnat d'Europe de 1972 et la Coupe du monde. En plus de ses succès internationaux, Beckenbauer mène également son club du Bayern Munich au triplé en Coupe des clubs champions européens (1974-76) et est élu deux fois Ballon d'or, en 1972 et 1976 (il est à ce jour l'un des trois seuls défenseurs à avoir décroché la récompense. Il devient ensuite sélectionneur de l'Allemagne et remporte notamment la Coupe du monde 1990. Il est considéré, avec Paolo Maldini, Franco Baresi et Bobby Moore comme l'un des 4 meilleurs défenseurs centraux de l'histoire du football[32].  Il est surnommé Kaiser Franz.

Dans la liste des meilleurs footballeurs allemands il faut citer :
- Jürgen Klinsmann
- Sepp Maier
- Oliver Kahn
- Karl-Heinz Rummenigge
- Miroslav Klose
- Lothar Matthäus
- Günter Netzer

Chez les femmes :
- Birgit Prinz
- Alexandra Popp
- Dzsenifer Marozsán

### Distinctions remises

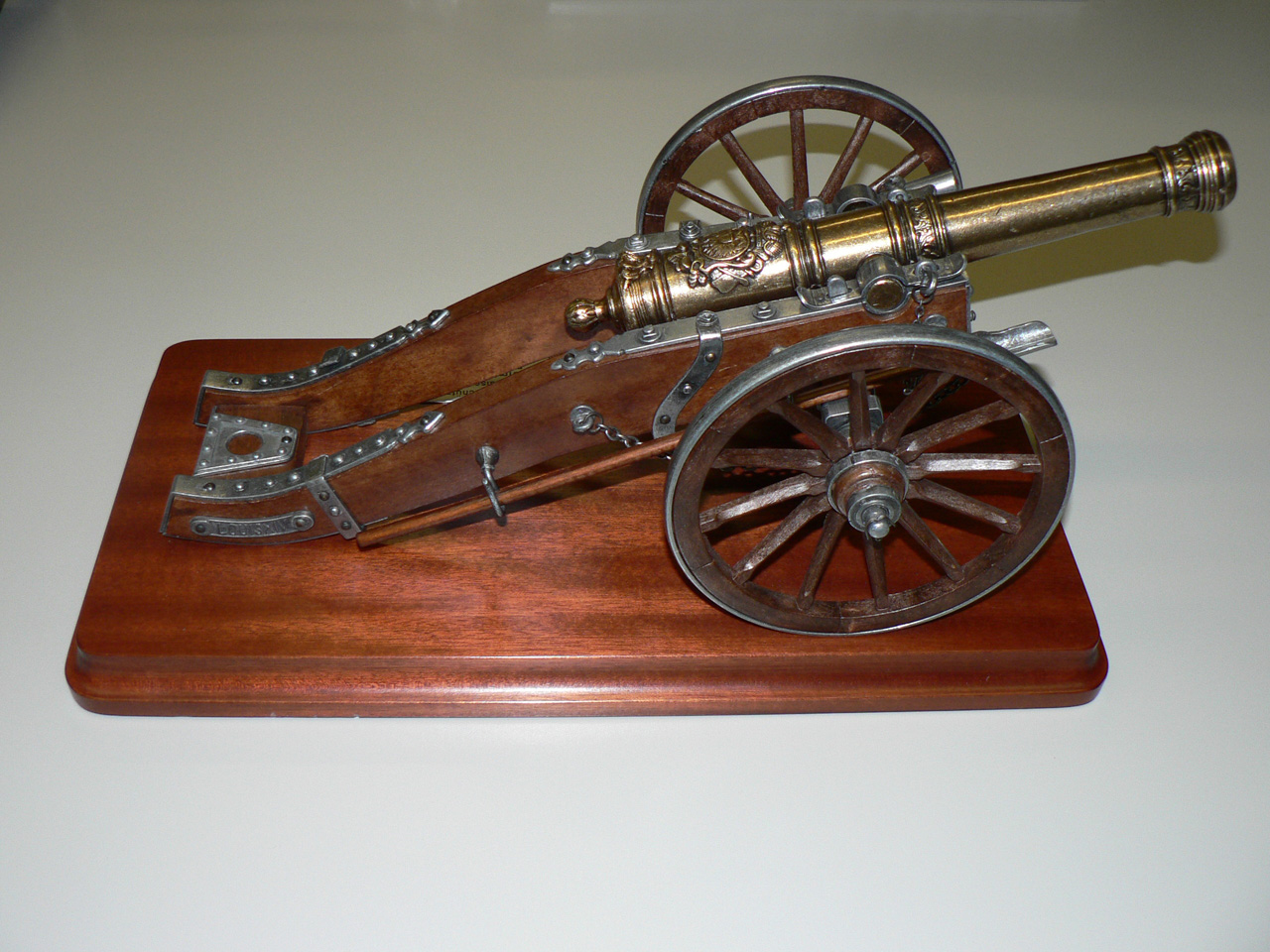
Trophée du meilleur buteur

La Fédération allemande de football remet annuellement depuis 2005 la Médaille Fritz Walter aux meilleurs jeunes footballeurs allemands.
Le magazine Kicker remet la Torjägerkanone à chaque fin de saison, depuis 1966, un trophée en forme de canon pour le meilleur buteur de la saison en Bundesliga. Gerd Müller et Robert Lewandowski l'ont reçu chacun sept fois.
De la saison 2013-2014 à la saison 2009-2010, on désigne tous les mois le joueur du mois, le prix est organisé par le magazine Kicker, la chaîne de télévision Sport1 et la ligue de football. Cette distinction est reprise en 2018 avec un partenariat de la ligue de football avec Electronic Arts.
La chaîne de télévision ARD dans son émission Sportschau (de) organise depuis 1971, tous les mois, un vote pour le but du mois (Tor des Monats) et parmi tous les buts de l'année un autre vote désigne le but de l'année.
L'association allemande des journalistes de sport, Verband Deutscher Sportjournalisten ou VDS (en allemand) et le magazine Kicker récompensent chaque année depuis 1960 le footballeur de l'année en Allemagne, les joueurs éligibles sont tous les footballeurs allemands ainsi que les footballeurs étrangers évoluant en Bundesliga.

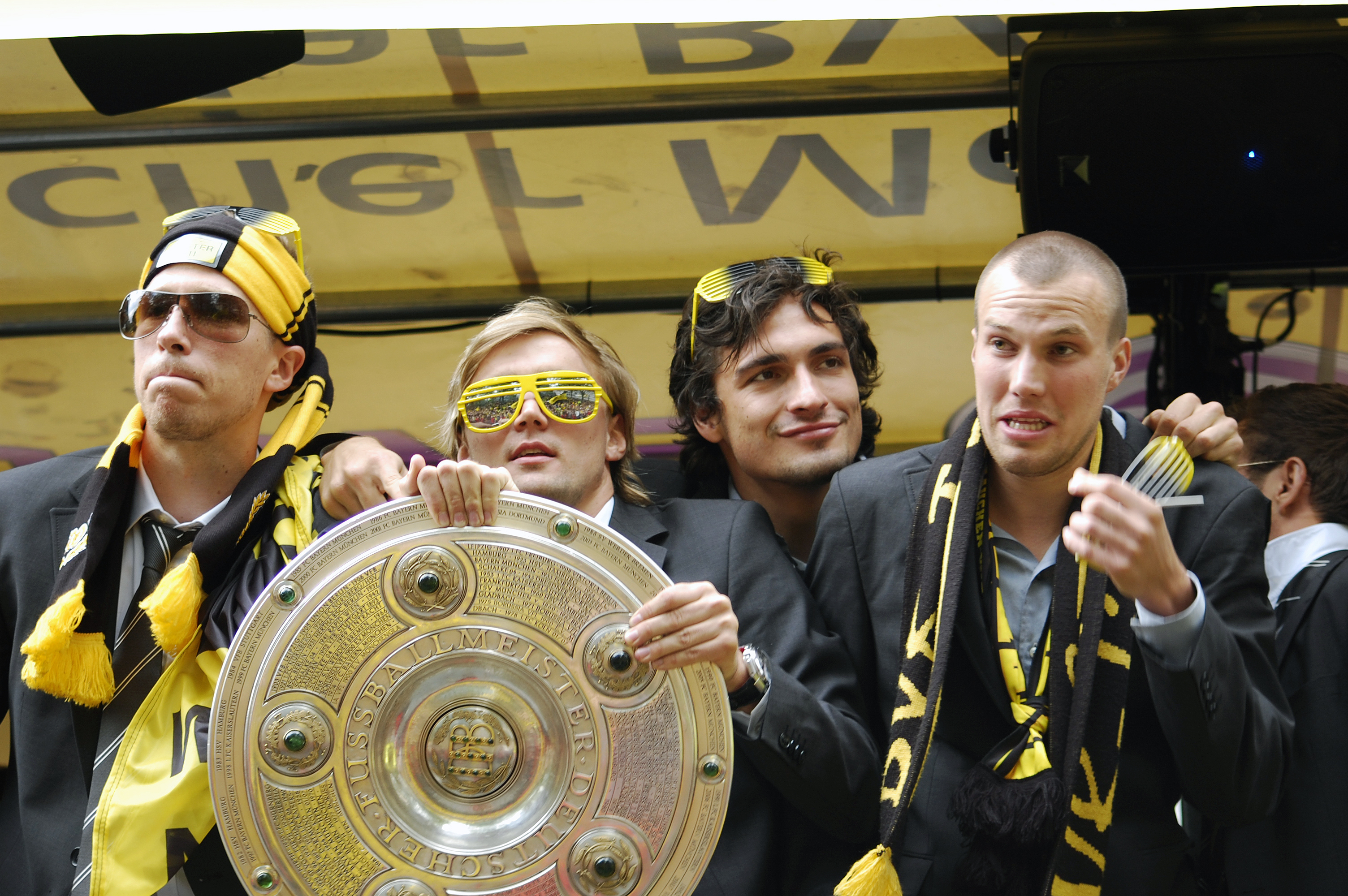
Le trophée du champion d'Allemagne en 2011

En fin de saison le champion d'Allemagne reçoit depuis 1949 un trophée, la Meisterschale où sont gravés tous les champions depuis 1903. Les clubs champions gardent une réplique, le trophée original est remis en jeu à chaque nouvelle saison. Il existe depuis 2009 un trophée similaire pour le champion de deuxième division et pour le championnat féminin.

### Règle du 50+1
En Allemagne on est très attaché aux traditions, les clubs de football sont gérés comme des organisations sans but lucratif et la propriété privée n'est en aucun cas autorisée. Depuis 1988 la Fédération allemande de football permet aux clubs de transformer leurs équipes professionnelles de football en sociétés anonymes publiques ou privées. Cependant, la « règle du 50+1 » exige que le club détienne au moins 50 % plus une action supplémentaire de la société de football, pour éviter la prise en main d'un club par une seule personne ou une société.
Les clubs qui contournent la règle, comme le RB Leipzig, créé par la société Red Bull, ou le TSG 1899 Hoffenheim appartenant au milliardaire Dietmar Hopp, sont nommés clubs en plastique (Plastikverein) en opposition aux clubs de tradition (Traditionverein).
Les exceptions sont les clubs d'entreprises ayant plus de vingt ans d'existence au 1er janvier 1999, comme le Bayer 04 Leverkusen ou le VfL Wolfsburg.

### Rivalités

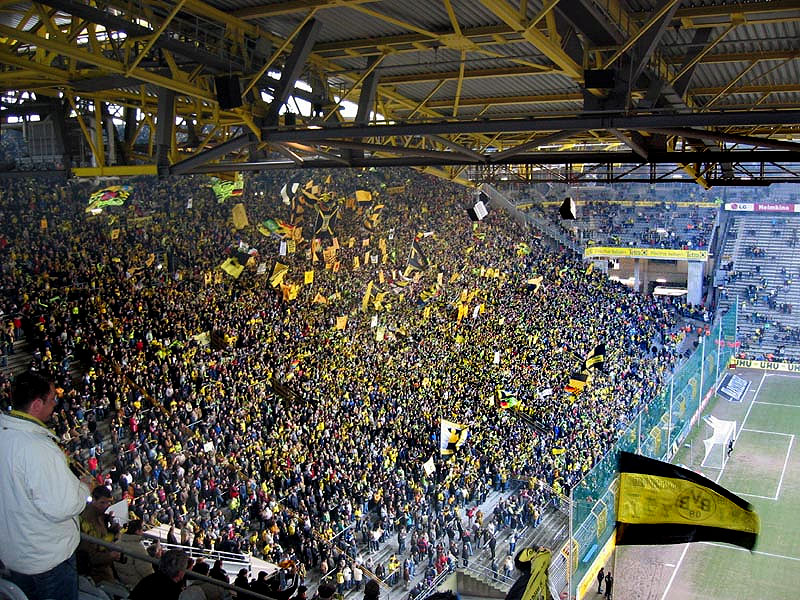
Le mur jaune à Dortmund au Signal Iduna Park

Du fait de sa densité de population, de ses états fédéraux et de villes ayant plusieurs clubs de football, l'Allemagne compte un nombre important de derbies, de rivalités régionales où de classiques. Parmi les plus connus il faut citer le Derby de la Ruhr entre le FC Schalke 04 et le Borussia Dortmund.
Longtemps quand les deux clubs jouaient en Bundesliga, le Werder Brême et le Hambourg SV s'affrontaient dans le derby du Nord. Le match entre le Borussia Dortmund et le Bayern Munich est nommé le Klassiker et celui des Bavarois contre le Borussia Mönchengladbach à cause de leur rivalité dans les années 1970, le classique éternel (Ewiger Klassiker).

## Scandales du football
Un scandale de matchs truqués (Der Bundesligaskandal) est révélé lors de la saison 1970-1971 du championnat d'Allemagne de football. Cinquante deux joueurs, deux entraîneurs et six dirigeants de clubs sont condamnés à la suite du scandale. Les clubs de Bielefeld et d’Offenbach voient leur licence fédérale révoquée. Offenbach qui grâce aux matchs truqués avait sauvé sa place en Bundesliga est immédiatement relégué. Bielefeld de son côté a pu jouer la saison 1971-1972 avant d’être automatiquement relégué en division inférieure.
En 2005, un scandale impliquant les paris sportifs et un arbitre éclate, plusieurs matchs de deuxième division et de Coupe d'Allemagne seront impactés. Un autre scandale en 2009 visant les paris sportifs au niveau européen est découvert en Allemagne.